# Cityterminalen
59°19′54″N 18°03′22″Ø / 59.33167°N 18.05611°Ø
Cityterminalen er den centrale busterminal i Stockholm, beliggende mellem Klarabergsviadukten og Kungsbron i tilslutning til Stockholms centralstation og undergrundsstationen T-Centralen. Sammen med centralstationen udgør den Stockholms rejsecentrum. De fleste langturslinjer til og fra Stockholm har sit stoppested ved Cityterminalen. Den er udgangspunkt for Flygbussarna og bådbusserne. Også Storstockholms Lokaltrafiks linjer 861C og 862 har stoppested ved Cityterminalen.
Bygningen af terminalen påbegyndtes den 3. juni 1985, og terminalen blev indviet den 20. januar 1989.
Cityterminalen er bygget samtidig med World Trade Center og har forbindelse med centralstationen via en tunnel under Klarabergsviadukten. Cityterminalen er en del af World Trade Center, og hele bygningen er tegnet af arkitekt Ralph Erskine.
Cityterminalen blev i 2007 klassificeret som grøn bygning af Stockholms bymuseum. En grøn klassificering indebærer at ejendommen er en bygning som er særligt værdifuld fra et historisk, kulturhistorisk, miljømæssigt eller kunstnerisk synspunkt.

## Billeder
- Cityterminalen under opførsel i efteråret 1985
- Cityterminalens tagkonstruktion
- Cityterminalen i 2010